# Джордан, Уильям (гребец)
Уильям Конрад «Билл» Джордан (англ. William Conrad "Bill" Jordan; 25 июня 1898, Кливленд, Огайо — 13 июля 1968, Спрингфилд, Огайо) — американский гребец, чемпион летних Олимпийских игр 1920 года в Антверпене в зачёте восьмёрок, победитель и призёр многих студенческих регат по академической гребле. Также известен по работе в сфере военно-промышленного авиастроения, руководитель компаний Curtiss-Wright и Hughes Aircraft.

## Биография
Уильям Джордан родился 25 июня 1898 года в Кливленде, штат Огайо.
Занимался академической греблей во время учёбы в Военно-морской академии США, состоял в местной гребной команде, неоднократно принимал участие в различных студенческих регатах, в частности в 1921 и 1922 годах в восьмёрках дважды подряд выигрывал чемпионат Межуниверситетской гребной ассоциации (IRA).
Наивысшего успеха в гребле на международном уровне добился в сезоне 1920 года, когда, ещё будучи студентом академии, вошёл в основной состав американской национальной сборной и благодаря череде удачных выступлений удостоился права защищать честь страны на летних Олимпийских играх в Антверпене. В распашных восьмёрках с рулевым благополучно преодолел четвертьфинальную и полуфинальную стадии соревнований, выиграв у команд из Бельгии и Франции соответственно. В решающем финальном заезде почти на секунду опередил гребцов из Великобритании и тем самым завоевал золотую олимпийскую медаль.
Окончив академию, в 1923 году Джордан отказался от дальнейшей службы в Военно-морских силах США и решил сделать карьеру в промышленности. Работал генеральным менеджером на заводе машиностроительной корпорации Curtiss-Wright в Колумбусе, в 1948 году был назначен на должность президента этой компании. С 1954 года находился на посту президента и генерального менеджера военно-промышленной авиастроительной компании Hughes Aircraft.
Умер 13 июля 1968 года в Спрингфилде, штат Огайо, в возрасте 70 лет.